# Paul Couter
Paul Couter, geboren als Paul Decoutere (Izegem, 7 februari 1949 – Gent, 27 april 2021), was een Belgisch gitarist. 

## Biografie
Paul Decoutere werd geboren in Izegem, toen zijn hoogzwangere moeder er op familiebezoek was, maar hij groeide op aan de Belgische Kust. Zijn ouders baatten een café uit in Knokke, en na hun echtscheiding verhuisde hij met zijn moeder en stiefvader naar Zeebrugge. Vanaf zijn negende speelde Decoutere gitaar. Hij haalde een diploma metaalbewerking aan het VTI Oostende, maar hij kon al gauw geld verdienen als muzikant. Vanaf de zomer van 1967 speelde hij met verschillende coverbands en balorkesten langs de hele kust in restaurants en op campings. Dat jaar leerde hij Oostendenaar Arno Hintjens kennen. Ze raakten bevriend, speelden af en toe samen, en in 1972 vormden ze de groep Freckleface. Couter was gitarist, Arno zong. De overige leden waren Eddy Storm (drums), later vervangen door  Jean Lamoot,  en oprichter Paul Vandecasteele (bas en zang). Nog datzelfde jaar werd de groep opgedoekt, maar met dezelfde leden werd dan Tjens Couter gevormd (naar de familienamen van Arno en Paul). In 1980 veranderden zij hun naam in T.C. Matic, maar al na enkele maanden verliet Paul Couter de band: het nieuwe geluid was niet zijn ding. Hij werd vervangen door Jean-Marie Aerts. 
Paul Couter bleef de jaren daarop zelf nog muziek maken. Hij trok onder meer opnieuw een tijd als straatmuzikant ("busker") naar Parijs. Hij vormde met Ferre Baelen ook nog de band Partisan, en baatte een tijd ook enkele cafés uit in Zeebrugge. In de jaren '80 trok Couter naar Gent. Hij lag er met Jo van Groeningen aan de basis van muziekcafé Charlatan.
Tot aan z'n dood bleef Paul Couter nog actief als muzikant, vooral in het Gentse. Hij bracht nog enkele cd's uit, die echter niet in het commerciële circuit verkrijgbaar zijn. Een laatste album bracht hij nog uit in maart 2021, toen hij op de palliatieve afdeling van het ziekenhuis AZ Sint-Lucas lag, waar hij verbleef wegens een terminale kanker. Hij overleed er op 27 april dat jaar op 72-jarige leeftijd.

## Discografie
- Met Freckleface
  - Freckleface (Bobo - 1972)

- Met Tjens Couter
  - Who cares (IBC/EMI - 1975)
  - Plat du jour (IBC/EMI - 1978)
  - Tjens-Couter 1975-1980 (IBC/EMI - 1980)
  - Tjens-Couter, A complication (BMG - 1991)

- Solo: 
  - Say Nomore (Scissors Records - 1995)
  - Seven Seas (SCHED - 2005)